# Nate Cartmell

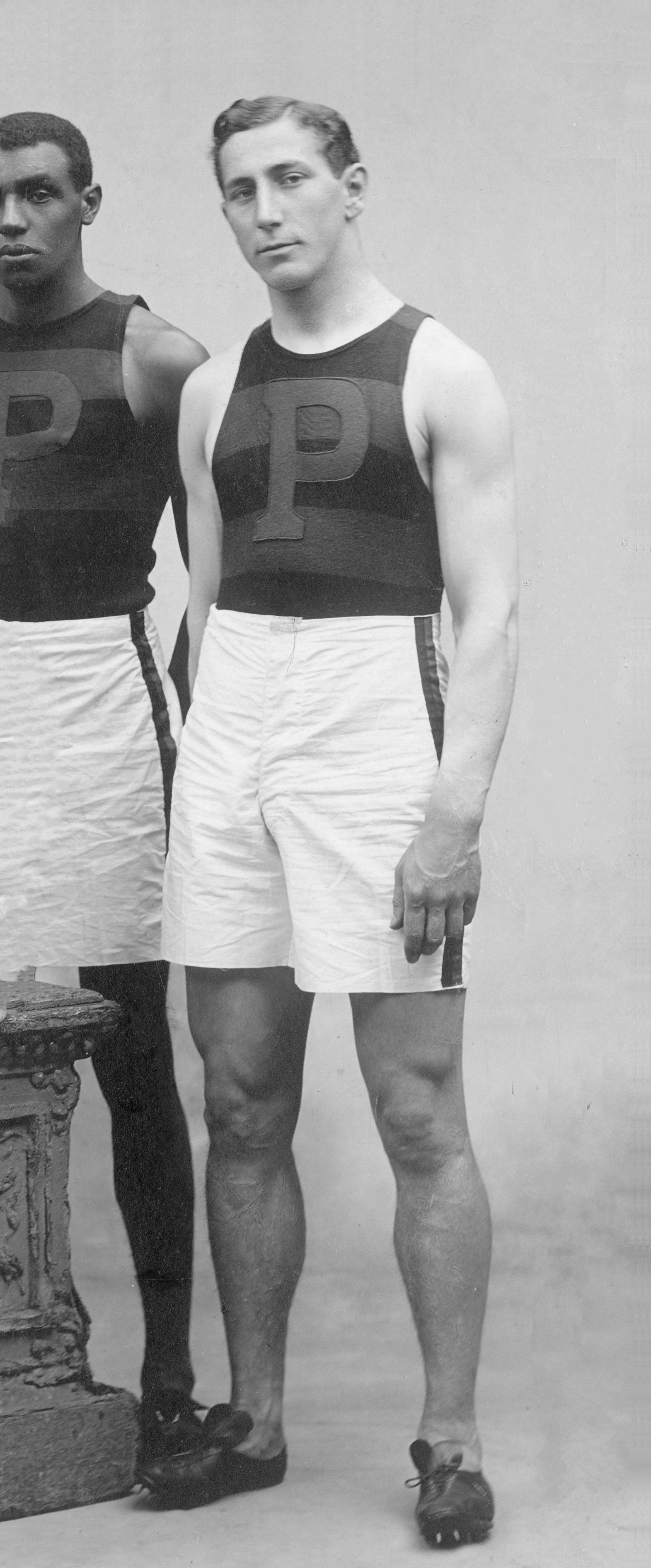
Nate Cartmell

Nathanael John „Nate“ Cartmell (* 13. Januar 1883 im Union County, Kentucky; † 23. August 1967 in Forest Hills, New York City) war ein US-amerikanischer Sprinter, der zu Beginn des 20. Jahrhunderts erfolgreich war. Er nahm an zwei Olympischen Spielen teil und gewann vier Medaillen.
Bei den Olympischen Spielen 1904 in St. Louis ging er über 60, 100 und 200 Meter an den Start. Über 60 Meter kam er bis ins Halbfinale, gewann aber über 100 und 200 Meter jeweils die Silbermedaille vor William Hogenson. Der Sieger über beide Distanzen hieß Archie Hahn, dem Cartmell in 11,2 bzw. 21,9 s (es handelte sich um geschätzte Zeiten, da nur die Siegeszeit gestoppt wurde) gegenüber 11,0 bzw. 21,6 s klar unterlegen war. Vier Jahre später bei den Olympischen Spielen 1908 in London wiederholte Cartmell seine Zeit von St. Louis, allerdings reichten 11,2 s diesmal nur für Platz vier. Mehr Glück hatte er über die 200-Meter-Distanz, über die er in mäßigen 22,7 s Dritter hinter dem Kanadier Robert Kerr und seinem Landsmann Robert Cloughen (beide 22,6 s) wurde.
Eine olympische Goldmedaille gewann er schließlich als Mitglied der nur in London ausgetragenen olympischen Staffel (200 m/200 m/400 m/800 m), die in der Besetzung William Hamilton, Cartmell als zweiter Läufer, John Taylor und Mel Sheppard in 3:29,4 min deutlich vor dem deutschen (Silber in 3:32,4 min) und dem ungarischen Team (Bronze in 3:32,5 min) lag.
Cartmell gewann insgesamt sechs IC4A-Meisterschaften:
| Jahr | 100 Yards (s) | 220 Yards (s) |
| ---- | ------------- | ------------- |
| 1906 | 10,2          | 23,4          |
| 1907 | 10,0          | 21,8          |
| 1908 | 10,6          | 22,0          |

Bei den britischen AAA-Meisterschaften 1909 in London gewann er Gold über 220 Yards. Nach Beendigung seiner aktiven Laufbahn arbeitete er als Trainer an der University of Pennsylvania. Er war 1,82 m groß und wog 71 kg.